# Hippocampus fuscus
Морски пони (Hippocampus fuscus) је зракоперка из реда Syngnathiformes и породице морских коњића и морских шила (Syngnathidae). Донедавно је имао положај посебне врсте, али према одређеним изворима, од 2016. сматра се млађим синонимом врсте Hippocampus kuda.

## Распрострањење
Ареал врсте покрива средњи број држава. Врста има станиште у Саудијској Арабији, Индији, Џибутију и Шри Ланци. Присуство је непотврђено у Јужноафричкој Републици, Мадагаскару и Маурицијусу.

## Угроженост
Подаци о распрострањености ове врсте су недовољни.